# Constantin Șovăială
Constantin Șovăială (n. 12 februarie 1960, Breaza, România) este un deputat român, ales în 2016.